# Championnats du monde de descente de canoë-kayak 2006
Navigation
Championnats du monde de descente 2004 Championnats du monde de descente 2008
Les 25e championnats du monde de descente en canoë-kayak de 2006 se sont tenus à Karlovy Vary en République tchèque, sous l'égide de la Fédération internationale de canoë.

## Podiums

### Course classique

#### K1
| Rang               | Athlète      | Pays      | Temps |
| ------------------ | ------------ | --------- | ----- |
| Médaille d'or      | Kamil Mruzek | Tchéquie  |       |
| Médaille d'argent  | Max Hoff     | Allemagne |       |
| Médaille de bronze | Tomas Slovak | Tchéquie  |       |

| Rang               | Athlète                                            | Pays      | Temps |
| ------------------ | -------------------------------------------------- | --------- | ----- |
| Médaille d'or      | Kamil Mruzek Tomas Slovak Ales Marek               | Tchéquie  |       |
| Médaille d'argent  | Maximilian Benassi Carlo Mercati Francesco Arenare | Italie    |       |
| Médaille de bronze | Max Hoff Gemot Willscheid Sebastian Verhoef        | Allemagne |       |

| Rang               | Athlète             | Pays      | Temps |
| ------------------ | ------------------- | --------- | ----- |
| Médaille d'or      | Michala Strnadova   | Tchéquie  |       |
| Médaille d'argent  | Alexandra Heidrick  | Allemagne |       |
| Médaille de bronze | Sabine Eichenberger | Suisse    |       |

| Rang               | Athlète                                            | Pays      | Temps |
| ------------------ | -------------------------------------------------- | --------- | ----- |
| Médaille d'or      | Michala Mruzkova Lenka Lagnerova Katerina Vacikova | Tchéquie  |       |
| Médaille d'argent  | Alexandra Heidrich Sabine Füsser Alke Overbeck     | Allemagne |       |
| Médaille de bronze | Helgard Marzolf Laëtitia Parage Nathalie Gastineau | France    |       |

#### C1
| Rang               | Athlète              | Pays      | Temps |
| ------------------ | -------------------- | --------- | ----- |
| Médaille d'or      | Emil Milihram        | Croatie   |       |
| Médaille d'argent  | Stephan Stiefenhöfer | Allemagne |       |
| Médaille de bronze | Vladi Panato         | Italie    |       |

| Rang               | Athlète                                        | Pays      | Temps |
| ------------------ | ---------------------------------------------- | --------- | ----- |
| Médaille d'or      | Stephan Stiefenhöfer Normen Werber Julian Rohn | Allemagne |       |
| Médaille d'argent  | Lukas Uncajtik Marek Rygel Jan Neset           | Tchéquie  |       |
| Médaille de bronze | Tomislav Lepan Igor Gojic Emil Milihram        | Croatie   |       |

#### C2
| Rang               | Athlète                     | Pays      | Temps |
| ------------------ | --------------------------- | --------- | ----- |
| Médaille d'or      | Ulich Andree Patrick Dresch | Allemagne |       |
| Médaille d'argent  | David Lisicky Jan Vlcek     | Tchéquie  |       |
| Médaille de bronze | Tobias Trozska Janik Gobel  | Allemagne |       |

| Rang               | Athlète                                                     | Pays      | Temps |
| ------------------ | ----------------------------------------------------------- | --------- | ----- |
| Médaille d'or      | Vala / Slucik Grega / Sutek Soska L. / Soska P.             | Slovaquie |       |
| Médaille d'argent  | Reyes / Pourteyon Leblond / Silotto Momot / Didier          | France    |       |
| Médaille de bronze | Andree / Driesch Troszka / Gobel Fahlbusch L./ Fahlbusch U. | Allemagne |       |

### Course sprint

#### K1
| Rang               | Athlète       | Pays      | Temps |
| ------------------ | ------------- | --------- | ----- |
| Médaille d'or      | Max Hoff      | Allemagne |       |
| Médaille d'argent  | Arnaud Hybois | France    |       |
| Médaille de bronze | Tomas Slovak  | Tchéquie  |       |

| Rang               | Athlète            | Pays     | Temps |
| ------------------ | ------------------ | -------- | ----- |
| Médaille d'or      | Michala Strnadova  | Tchéquie |       |
| Médaille d'argent  | Nathalie Gastineau | France   |       |
| Médaille de bronze | Helgard Marzolf    | France   |       |

#### C1
| Rang               | Athlète              | Pays      | Temps |
| ------------------ | -------------------- | --------- | ----- |
| Médaille d'or      | Guillaume Alzingre   | France    |       |
| Médaille d'argent  | Stéphane Santamaria  | France    |       |
| Médaille de bronze | Stephan Stiefenhöfer | Allemagne |       |

#### C2
| Rang               | Athlète                       | Pays     | Temps |
| ------------------ | ----------------------------- | -------- | ----- |
| Médaille d'or      | David Silotto Cyril Leblond   | France   |       |
| Médaille d'argent  | David Lisicky Jan Vlcek       | Tchéquie |       |
| Médaille de bronze | Frédéric Momot Michael Didier | France   |       |

## Tableau des médailles
| Rang  | Nation    | Or | Argent | Bronze | Total |
| ----- | --------- | -- | ------ | ------ | ----- |
| 1     | Tchéquie  | 5  | 3      | 2      | 10    |
| 2     | Allemagne | 3  | 4      | 4      | 11    |
| 3     | France    | 2  | 3      | 3      | 8     |
| 4     | Croatie   | 1  | 0      | 1      | 2     |
| 5     | Slovaquie | 1  | 0      | 0      | 1     |
| 6     | Italie    | 0  | 2      | 1      | 3     |
| 7     | Suisse    | 0  | 0      | 1      | 1     |
| Total | Total     | 12 | 12     | 12     | 36    |